# Francisco Núñez Olivera
Francisco Núñez Olivera (13 de dezembro de 1904 – 29 de janeiro de 2018) foi um supercentenário espanhol que faleceu aos 113 anos e 47 dias. Era considerado o homem vivo mais velho da Espanha e da Europa, e o homem mais velho do mundo desde a morte de Yisrael Kristal em 11 de agosto de 2017. Ele também foi a segunda pessoa viva mais velha da Espanha e o veterano mais velho da Guerra Civil Espanhola.

## Biografia
Francisco nasceu em 13 de dezembro de 1904 na Extremadura na Espanha. Ele é conhecido como "Marchena", um apelido dado a ele quando um garoto confundi-lo com o famoso cantor espanhol, Pepe Marchena. Quando ele tinha 19 anos, ele se juntou ao exército e foi para Marrocos. Núñez Olivera teve seu rim removido quando tinha 90 anos e uma operação de catarata com 98 anos. Ele tinha quatro filhos, nove netos e 14 bisnetos, todos os quais estavam vivos no momento do seu 110.º aniversário. Também teve uma irmã que estava viva aos 91 anos, no seu 110.º aniversário.